# Nana Aboubakar Djalloh
 (avril 2024).
Nana Aboubakar Djalloh est une personnalité politique camerounaise. Il est Ministre délégué auprès du Ministre de l'Environnement et de la Protection de la Nature et du Développement durable (MINEPDED) depuis le 30 juin 2009.

## Biographie
Aboubakar Djalloh est originaire de Ngaoundéré dans la région de l’Adamaoua. Il a exercé en tant que médecin après avoir obtenu un diplôme dans ce domaine.

## Carrière politique
En 1998, Nana Aboubakar Djalloh nommé Secrétaire d'État auprès du Ministre des Transports, fonction qu'il a exercée jusqu'en 2004. 
Par la suite, il a été désigné Ministre délégué auprès du Ministre de l’Environnement et de la Protection de la Nature (MINEP), et a conservé ce poste lorsque le ministère a évolué pour devenir le Ministère de l’Environnement de la Protection de la Nature et du Développement Durable (MINEPDED) en 2012.

## Distinctions
En 2022 il est considéré comme faisant partie de des 40 personnalités les plus influentes du grand Nord Cameroun par l'entreprise d'enjeux sécuritaire Emerging.